# 여진어
여진어(女眞語)는 여진족들이 사용하던 언어로, 퉁구스어족 계열의 언어이다. 현재는 쓰이지 않는 사어(死語)로, 이후 건주여진 방언을 중심으로 만주어가 형성된 것으로 여겨진다.

## 계통
퉁구스어족에 속하며 만주어의 직계 조상에 해당한다고 여겨진다.
여진 문자로 기록된 금대의 표준 여진어는 흑수말갈 아십하(阿什河) 유역의 완안부 방언에서 발전한 것으로 추정된다. 중국 만주지역에 잔존한 여진족은 각자의 방언을 계승하였다.

## 음운

### 자음
명대 여진어의 자음 체계는 다음과 같다.
|        |        | 순음 | 설첨음 | 경구개음 | 연구개음 | 구개수음 |
| ------ | ------ | ---- | ------ | -------- | -------- | -------- |
| 파열음 | 경음   |      | t      |          | k        | q        |
| 파열음 | 연음   | b    | d      |          | g        | γ        |
| 마찰음 | 마찰음 | f    | s      | š        | h        | x        |
| 파찰음 | 경음   |      |        | č        |          |          |
| 파찰음 | 연음   |      |        | ǰ        |          |          |
| 비음   | 비음   | m    | n      |          | ŋ        | (ŋ)      |
| 유음   | 유음   |      | l      |          |          |          |
| 전동음 | 전동음 |      | r      |          |          |          |
| 접근음 | 접근음 | w    |        | y        |          |          |

구개수음 q, γ, x는 모음 a, o, u 앞에서만 나타나며 각각 k, g, h의 변이음이다.

### 모음
명대 여진어의 모음조화에 따른 모음 분류는 다음과 같다.
| 후설 모음 | a | o |
| 전설 모음 | e |   |
| 중립 모음 | i | u |

## 표기 체계
1119년에 완성된 여진 문자가 여진어를 표기하는 데 사용되었다. 이는 한자계의 문자이면서도 거란 문자의 영향을 받아 독자적인 특징들을 가지고 있었다. 연해주 남부 및 중국의 만주 지역에서의 발굴 시에 진흙용기, 청동거울 및 기타 물품들에서 여진어를 찾을 수 있었다. 묘비 및 돌 등에 새겨진 문자들은 잘 알려져 있다.

## 방언
금이 망한 뒤 명대에는 다음 네 가지 방언이 있었을 것으로 여겨진다.
- 동해여진어 - 우수리강 주변 야인여진의 방언. 나중에 만주어 동음(東音)으로 발전한다.
- 흑룡강여진어 - 헤이룽장강 일대 야인여진의 방언. 나중에 만주어 북음(北音)으로 발전한다.
- 해서여진어 - 해서여진의 방언. 나중에 건주여진어와 합쳐진다.
- 건주여진어 - 건주여진의 방언. 나중에 만주어 남음(南音)으로 발전하며 청대 표준 만주어의 원형이다.

## 참고 문헌
- Herbert Franke, Denis Twitchett, Alien Regimes and Border States, 907–1368. The Cambridge History of China, vol 6. Cambridge University Press, 1994. ISBN 0-521-24331-9. Partial text on Google Books
- Wilhelm Grube, Die Sprache und Schrift der Jučen. Leipzig: Otto Harrassowitz, 1896.
- Daniel Kane, The Sino-Jurchen Vocabulary of the Bureau of Interpreters. (Uralic and Altaic Series, Vol. 153). Indiana University, Research Institute for Inner Asian Studies. Bloomington, Indiana, 1989. ISBN 0-933070-23-3.
- Gisaburo N. Kiyose, A Study of the Jurchen Language and Script: Reconstruction and Decipherment. Kyoto: Horitsubunka-sha, 1977. ISBN 4-589-00794-0.
- Певнов А. М. Чжурчжэньский язык // Языки мира: Тунгусо-маньчжурские языки. М., 1997.